# Улица Карла Маркса (Тольятти)
Улица Карла Маркса — улица в историческом центре старого города Тольятти, является центральной улицей Центрального района, общей протяжённостью 2,5 километра. Разделительную полосу автомобильного движения разделяет пешеходная аллея. 
Улица проходит рядом с Площадью Свободы. В 2005 году мэром г.о. Тольятти Уткиным Н.Д. был подписан проект «О создании пешеходной зоны на улице Карла Маркса «Тольяттинский арбат», который не был реализован.

## Описание
Улица построена на месте одной из взлётных полос служебного полевого аэродрома, располагавшегося на месте «Парка культуры и отдыха» и включавшего в себя три взлётных полосы, на которых ныне расположены улицы Карла Маркса, ул. Ленина и ул. Победы.
Улица носит имя немецкого философа Карла Маркса, ранее называлась улица Сталина. Проходит в центре старого города от улицы Лесная до улицы Ленинградская, пересекая улицы Шлютова, Горького, Комсомольская, Гагарина, Мира, Молодёжный бульвар и Площадь свободы. Улица проходит вдоль малоэтажной хрущёвской застройки. На пересечении Площади свободы и Молодёжного бульвара расположены сталинки и комплекс административных зданий администрации города Тольятти и Ставропольского района. Вблизи улицы, на Молодёжном бульваре, 4 в сталинке проживал последний первый секретарь тольяттинского горкома партии Юрий Фадеев, на улице Карла Маркса проживал последний председатель горисполкома Борис Микель. 
Остановки общественного транспорта: «Лесная улица», «Кинотеатр Буревестник», «Универмаг Рубин», «Кинотеатр Космос». По улице проходят коммерческие маршрутные такси: 96, 108, 137  и муниципальный автобус № 73.
По улице Карла Маркса, 42 и 40-А расположен комплекс зданий администрации города (департамент городского хозяйства и контрольно-счётная палата в здании народного суда). По адресу Карла Маркса, 16-А расположена управляющая организация ООО «УК № 3» (в прошлом была подведомственна городской администрации, в результате реформ выведена в частную одноименную компанию).
По адресу Карла Маркса, 37 расположен физкультурно-оздоровительный комплекс «Труд».
По адресу Карла Маркса, 57, напротив Парка культуры и отдыха, на месте бывшего кинотеатра «Космос», расположен одноимённый торгово-развлекательный комплекс. По адресу ул. Карла Маркса, 66 расположен советский универмаг «Рубин», по адресу ул. Карла Маркса, 27 расположен кинотеатр «Буревестник» — ныне досуговый центр культуры.

## Тольяттинский Арбат
В 2005 году мэром Николаем Уткиным был подписан проект «О создании пешеходной зоны на улице Карла Маркса», которое предполагало сделать часть улицы пешеходной зоной отдыха «Тольяттинский арбат» по примеру Самарского арбата, однако проект не был реализован. Проект включал в себя комплекс существующих жилых зданий от Площади свободы до Центрального парка культуры и отдыха, на первых этажах которых располагаются магазины и общепит. Однако реализация проекта ограничилось только введением одностороннего движения. В 2017 году вопрос вновь обсуждался главой города Сергеем Анташевым, на котором был рассмотрен дизайн-проект студентки ТГУ в сторону Молодёжного бульвара, который также не был реализован.